# ConTEXT
Ne doit pas être confondu avec ConTeXt.
ConTEXT est un éditeur de texte plein écran et un outil de développement.

## Fonctionnalités
ConTEXT est un éditeur de texte léger qui permet d'éditer simultanément plusieurs fichiers de taille quelconque dans des onglets, d'effectuer des recherches et des comparaisons de contenus. Ce logiciel permet d'effectuer des conversions de format texte, par exemple entre les systèmes d'exploitation MS-DOS, Unix et MacOS.
ConTEXT se définit également comme un outil d'appoint pour les développeurs qui supporte une vingtaine de langage informatiques (C/C++, Java, HTML, XML, SQL, etc.) avec une coloration syntaxique, des modèles de code, etc. Il est possible d'associer à un type de fichier spécifique le lancement de lancement de commandes et la capture trace résultante dans une fenêtre de console.